# Absit iniuria verbis
La locuzione latina absit iniuria verbis (lett.: "sia lontana l'ingiuria dalle parole"), o absit iniuria verbo (con il termine verbum declinato al singolare; lett.: "sia lontana l'ingiuria dalla parola") è una versione alterata di una frase di Tito Livio, che risulta, in origine, absit invidia verbo (Ab Urbe condita, IX, 19, 15), cioè "sia lontana l'ostilità dalla (mia) parola".
Nella sua forma adattata il significato è "non vi sia offesa nelle parole/nella parola", equivalente alle formule italiane "sia detto senza offesa", "sia detto senza voler offendere nessuno". Il senso, in realtà, non muta di molto. In entrambi i casi, si sottolinea che il pensiero di chi parla esprime (o vorrebbe esprimere) un concetto obiettivo, non fraintendibile o interpretabile da chi ascolta, e soprattutto non offensivo nei suoi confronti. Ovvero, un'espressione attenuativa con la quale, normalmente, si accompagnano dichiarazioni che potrebbero apparire offensive, ma dette con franchezza e per amore di verità, o per riferire un giudizio dato da altri.